# Gelenkhüü

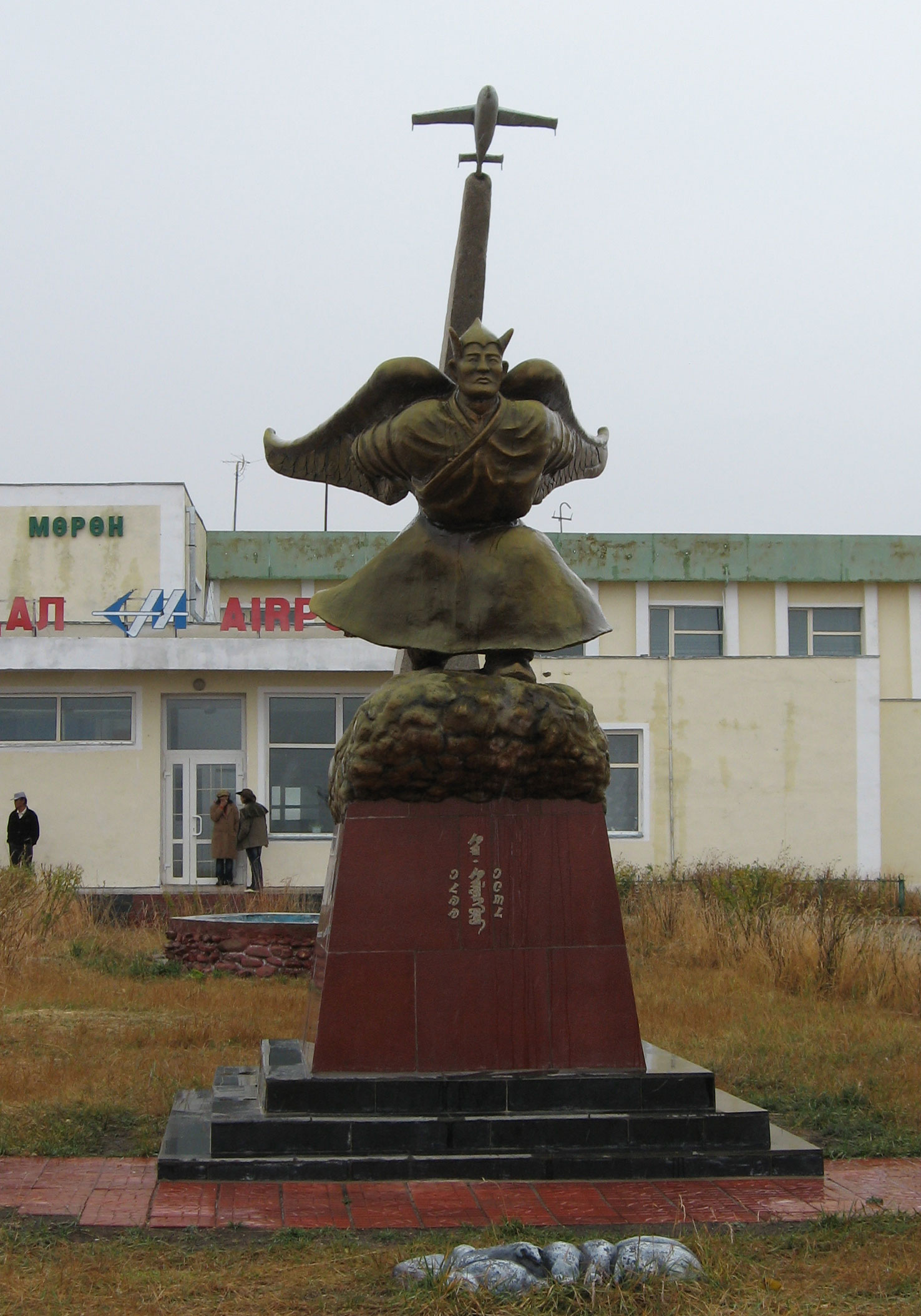
Tượng Gelenkhüü ở phía trước sân bay Mörön.

Gelenkhüü (tiếng Mông Cổ: Гэлэнхүү, 1877–1938), tên đầy đủ Khainzangiin Gelenkhüü (Хайнзангийн Гэлэнхүү), còn được biết đến là Gelenkhüü Shükherch (Гэлэнхүү Шүхэрч - Dù-Gelenkhüü), là một nhân vật bán huyền thoại đến từ miền bắc Mông Cổ. Có rất nhiều câu chuyện về ông, nhưng hành động được nhớ đến nhiều nhất của ông là nỗ lực bay bằng cách sử dụng đôi cánh tự tạo.

## Cuộc sống ban đầu
Gelenkhüü được sinh ra vào khoảng năm 1877 ở kỳ (khoshuu) Dalai Choinkhor của tỉnh Sain Noyon Khan. Ông được cho là một đứa trẻ sống động và tươi sáng. Dành vài năm làm người mới tu trong một tu viện địa phương, ông dường như đã phát triển những nỗ lực kỹ thuật và sáng tạo từ rất sớm. Sau khi bị trục xuất khỏi tu viện vì từ chối một số giáo lý tôn giáo, ông trở thành một người chăn gia súc.

## Tìm kiếm một người thừa kế nam
Mặc dù đã kết hôn và là cha của sáu đứa con gái, nhưng mong muốn có con trai của Gelenkhüü cuối cùng đã lớn mạnh đến nỗi ông rời khỏi nhà trong hai năm và đi đến các khu vực của người Darkhad ở phía tây bắc Khövsgöl để hỏi ý kiến các pháp sư sống ở đó. Khi trở về, ông mang một nữ pháp sư làm vợ thứ hai. Bà có thai, nhưng chỉ sinh thêm một cô con gái.

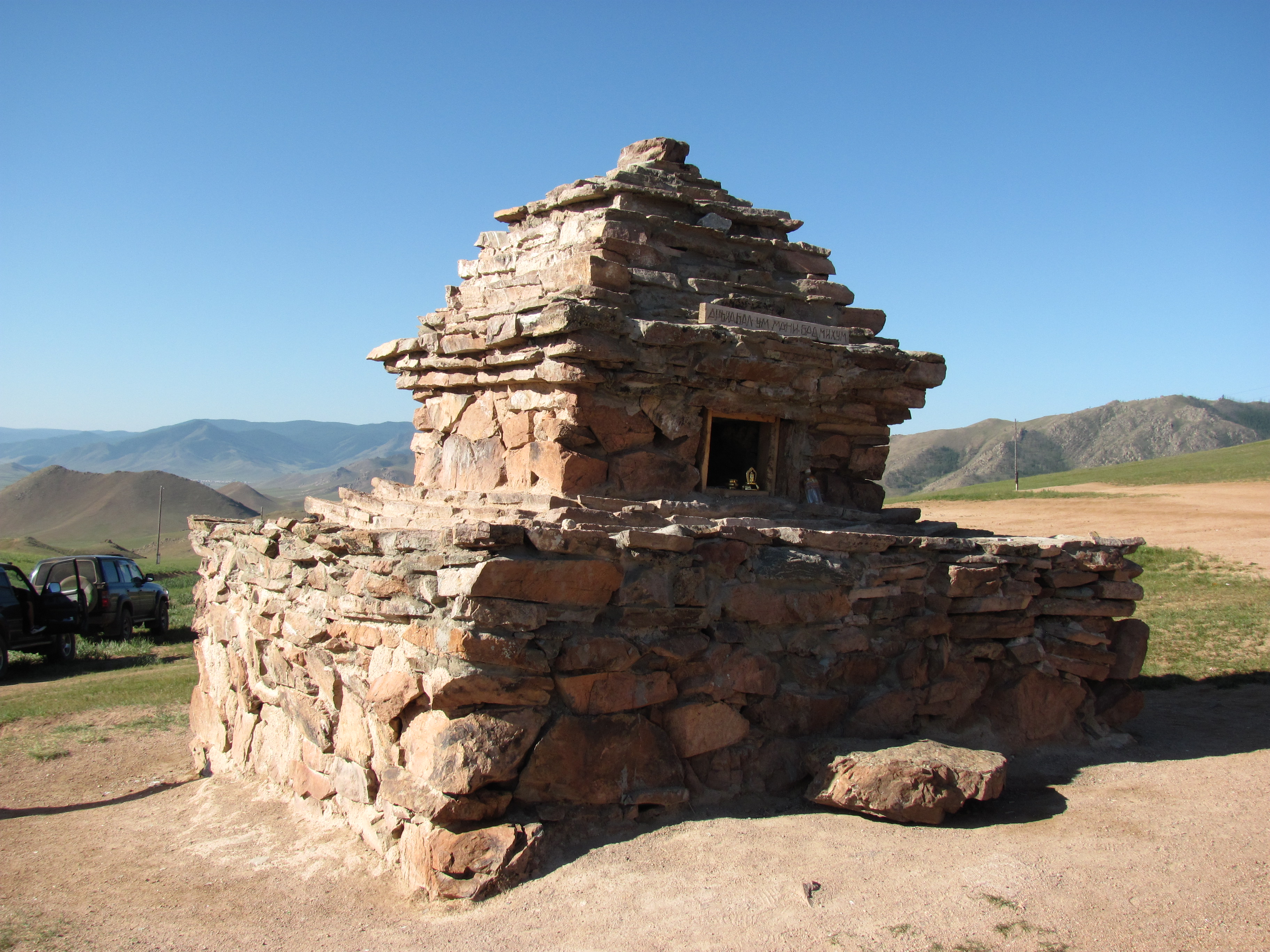
Suvarga xây dựng bởi Gelenkhüü tại Jargalant, Khövsgöl năm 1890.

Là một kẻ bị ruồng bỏ trong một cộng đồng vừa sợ hãi vừa nghi ngờ về pháp sư, bà rời Gelenkhüü ngay sau đó và trở về nhà. Gelenkhüü, sợ sự trả thù và linh hồn ma quỷ của bà, đã dựng lên một suvarga gần nhà, dùng một con yak đen đốm trắng để thu thập vật liệu xây dựng và đốt nhang và đèn bơ khi hoàn thành.
Các suvarga hướng về phía bắc vẫn có thể được tìm thấy cách trung tâm sum Jargalant khoảng 20 km về phía đông bắc. Vào cuối những năm 1920, Gelenkhüü cuối cùng đã nhận nuôi một đứa con trai từ một phụ nữ địa phương. Đến năm 2000, người con trai sống ở Mörön.

## Nỗ lực bay
Trong cuộc nổi dậy của Lạt ma năm 1932, Gelenkhüü lần đầu tiên nhìn thấy máy bay. Ông trở nên mê mẩn đến nỗi ông bắt đầu bí mật làm một đôi cánh từ da cừu và cánh đại bàng. Ông đã chọn một vách đá cao 170m làm địa điểm cho chuyến bay đầu tiên của mình. May mắn thay, ông đã đủ khôn ngoan để lái cừu của mình đến chân của vách đá trước khi nhảy xuống vực thẳm và thoát ra ngoài không hề hấn gì.
Gelenkhüü mất năm 1938. Một bức tượng để vinh danh ông đã được dựng lên ở phía trước sân bay Mörön.